# Larisa (Regionalbezirk)
Der Regionalbezirk Larisa (griechisch Περιφερειακή Ενότητα Λάρισας Periferiakí Enótita Lárisas) ist der größte der fünf Regionalbezirke der griechischen Region Thessalien. Sein Hauptort Larisa ist gleichzeitig Hauptstadt der Region. Larisa wurde nach dem Anschluss Thessaliens an Griechenland 1882 als Präfektur eingerichtet und existierte bis zur Verwaltungsreform 2010, als das Gebiet seine Kompetenzen an die Region Thessalien und die nunmehr sieben Gemeinden verlor. Der Regionalbezirk Larisa entsendet 17 Abgeordnete in den thessalischen Regionalrat, hat darüber hinaus als Gebietskörperschaft jedoch keine politische Bedeutung. Larisa umfasst die Gemeinden Agia, Elassona, Farsala, Kileler, Larisa, Tembi und Tyrnavos.

## Lage und Geografie
Larisa liegt im Nordosten der Region Thessalien und nimmt knapp ein Drittel von deren Gesamtfläche ein. Nach Norden und Nordosten hin grenzt Larisa an Zentralmakedonien, nach Norden und Nordwesten an Westmakedonien, im Süden an Mittelgriechenland und im Westen an die Regionalbezirke Karditsa und Trikala.
Im Nordosten findet sich an die Ägäis-Küste angrenzend der höchste Berg Griechenlands, der Olymp, mit einer Höhe von 2917 m. Der Gipfel Mytikas mit der angegebenen Höhe befindet sich allerdings auf dem Gebiet der Region Zentralmakedonien. Südöstlich des Olymps durchquert der größte Fluss Thessaliens, der Pinios, von Südwesten nach Nordosten das enge Tempe-Tal, das das Massiv des Olymps von dem des Ossa (Höhe 1987 m) abgrenzt. Das Ossa-Massiv bildet die weiter südlich gelegene Begrenzung des Regionalbezirks nach Osten zur ägaischen Küste hin. Das Ossa-Massiv geht in südöstlicher Richtung in das Pilion-Gebirge über, das vom Festland aus auf die Pilion-Halbinsel weiterführt. Letztere gehört zum Regionalbezirk Magnisia.
Die Nordgrenze Larisas bilden von Osten nach Westen vier Bergmassive: Im Nordosten der Olymp und seine südsüdöstliche Fortsetzung, der Kato Olymbos. Westlich davon erhebt sich das Titaros-Massiv mit einer maximalen Höhe von 1839 m, das in nordöstlicher Richtung in die Pieria-Berge übergeht. Sowohl Titaros als auch Pieria-Berge bilden die südliche Begrenzung des Tals des Flusses Aliakmonas. Das Titaros-Massiv ist auch der nördlichste Punkt des Gebiets. Zwischen Titaros und Kato Olymbos sowie dem Olymp verläuft über einen Pass die Nationalstraße 13 von Elassona nach Katerini. Elassona liegt westlich des Kato Olymbos, südwestlich des Olymp und südlich des Titaros in einer Hochebene, die vom Elassonitis-Fluss durchströmt wird. Südwestlich des Titaros-Massivs erhebt sich der Kamvounia. Zwischen Kamvounia und Titaros führt über einen Pass und durch das Tal des Flusses Sarandaporos die Nationalstraße 3 von Kozani nach Larisa. Der Kamvounia bildet die nordwestliche Ecke des Regionalbezirks. Am südlichen Ausläufer des Kamvounias liegt die Ortschaft Krania Elassonas. Südlich des Kamvounia führt die Nationalstraße 26 von Elassona über Krania Elassonas und Deskati nach Kalambaka.
Die nördliche Westgrenze Larisas wird vom Verdikoussa-Gebirgszug mit einer maximalen Höhe von 1424 m gebildet. Die langsam abfallenden Ausläufer des Verdikoussa bilden die westliche Begrenzung der Ebene von Larisa. Am Schnittpunkt zwischen den Verdikoussa-Ausläufern und den Ausläufern des Kato Olymbos am Austritt des Flusses Titarisios aus dem Verdikoussa-Massiv liegt die Stadt Tyrnavos im Nordwesten von Larisa. Sie ist die zweitgrößte Stadt des Gebiets. Die südlichen Abhänge des Verdikoussa enden am Nordufer des Pinios, der von Westen aus Trikala kommend nach Osten in Richtung Larisa fließt. In der Talenge von Koutsero betritt der Pinios das Gebiet und schwenkt von seinem ursprünglich nach Osten hin gerichteten Kurs nach Norden ab und umfließt in einem ostwärts gerichteten Bogen eine Bergkette, um anschließend in die Ebene von Larisa einzutreten. Nach Durchfluss durch die Stadt Larisa, unter anderen mit Bildung einer Flussinsel, schwenkt der Pinios nach Norden auf die Südflanke des Kato Olymbos zu. Nach Zufluss des Titarisios-Flusses am Fuß des Kato Olymbos dreht der Flussverlauf nach Nordosten und tritt in das Tempe-Tal zwischen Ossa im Süden und Kato Olymbos und Olymp im Norden ein. Hier endet zugleich der Norden der Ebene von Larisa.

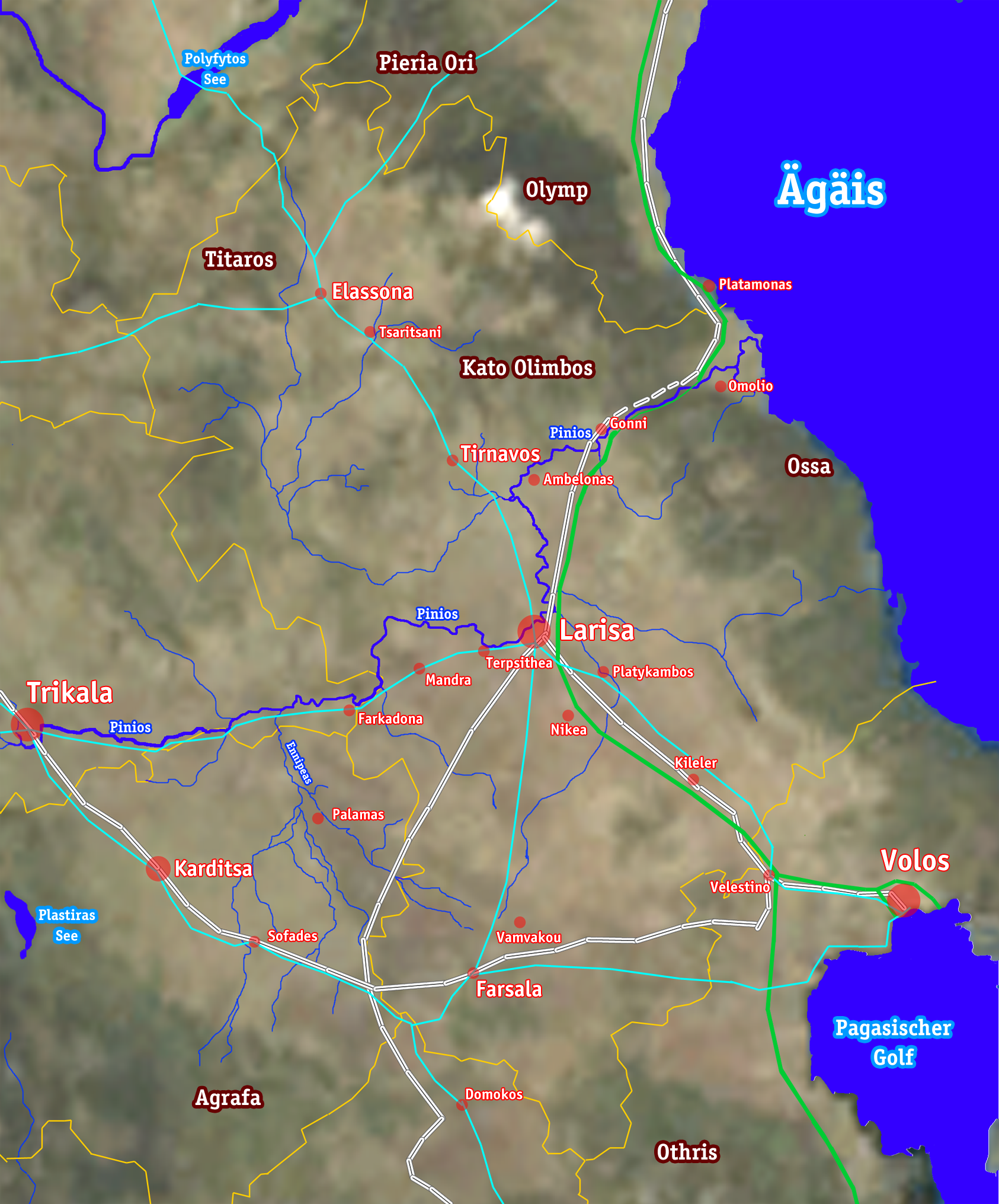
Karte des Regionalbezirks Larisa auf Basis eines NASA-Satellitenbildes

Den südlichen Teil der Westgrenze des Regionalbezirks bilden Hügelketten, die die Ebene von Larisa von der Ebene von Karditsa und Palamas abgrenzen. Im Südwesten dieses Hügellandes findet sich die Stadt Farsala, das städtische Zentrum im Süden des Gebiets. Westlich von Farsala kreuzen sich bei Stavros die Bahnlinien Thessaloniki–Athen und Volos–Trikala. Die südwestliche Grenze Larisas bildet der Berg Narthakio. Die südliche Grenze Larisas wird in ihrem westlichen Teil durch die nördlichen Ausläufer des Othris-Gebirges gebildet, die Ori Gouras mit einer maximalen Höhe von 1291 m. Die südöstliche Grenze verläuft im Abstand zur Bucht von Almyros am Pagasischen Golf bis zum südöstlichen Ende der Ebene von Larisa. Dort – nordwestlich von Volos – befindet sich ein trockengelegter See zwischen den Ortschaften Stefanovikio und Kanalia, der das Ende des südöstlichen Ausläufers der Ebene von Larisa markiert und bereits größtenteils auf dem Gebiet Magnisias liegt.
Die Ebene von Larisa, die mit der Stadt Larisa in ihrer Mitte zugleich den geographischen Mittelpunkt des Gebiets darstellt, hat die Form eines auf dem Kopf stehenden Ypsilon, wobei das kopfstehende Ende etwas verkürzt ist.

## Geschichte
Die Präfektur Larisa wurde durch Eingliederung des zuvor unter Besatzung des osmanischen Reiches stehenden Thessalien 1881 in das damalige Königreich Griechenland erschaffen. In der ursprünglichen Form umfasste sie den gesamten Osten Thessaliens und damit auch den heutigen Regionalbezirk Magnisia, der 1947 abgespalten und mit dem Verwaltungssitz Volos eine eigene Präfektur wurde.

## Verkehr
Der Hauptverkehrsträger sowohl im öffentlichen wie auch im wirtschaftlichen und privaten Verkehr ist der Straßenverkehr. Der Regionalbezirk hat ein Netz von gut ausgebauten Straßen:
- Die Autobahn 1 (Europastraße 75; Thessaloniki–Katerini–Larisa–Lamia–Athen) führt von Norden aus Thessaloniki und Katerini kommend über das Tempe-Tal am Olymp vorbei nach Lamia, Volos und Athen. Die Autobahn 1 erreicht nach der Ortschaft Platamonas am meeresseitigen Eingang des Tempe-Tals den Regionalbezirk Larisa. Sie schwenkt nach vorherigem Verlauf entlang der ägäischen Küste nach Südwesten und führt durch das Tempe-Tal als zweispurige Landstraße bis zu dessen südwestlichem Ende bei Evangelismos. Ab Evangelismos ist die Autobahn im gesamten Gebiet des Regionalbezirks mit zwei Richtungsfahrbahnen mit jeweils mindestens zwei Fahrspuren und einem Standstreifen ausgebaut. Die Autobahn 1 schwenkt nach Evangelismos auf südliche Richtung und führt östlich der Stadt Larisa an ihr vorbei. Bei Nikea ändert die Autobahn 1 ihren Verlauf in südöstliche Richtung und verlässt bei Mega Monastiri den Regionalbezirk in Richtung Velestino und Volos. Sie ist die mit Abstand wichtigste Straßenverbindung.
- Die Nationalstraße 1 (Thessaloniki–Katerini–Larisa–Lamia–Athen) ist in Larisa fast vollständig durch die Autobahn 1 ersetzt, ausgenommen der Abschnitte, die im Gegensatz zur Autobahn mitten durch Ortschaften und Städte führen (hier vor allem Larisa).
- Die Nationalstraße 3 (Europastraße 65; Florina–Kozani–Larisa–Farsala–Lamia) kommt aus nordwestlicher Richtung nach Überquerung des Polyfytos-Sees (Aliakmonas-Stausee) und Passage der Ortschaft Servia im Regionalbezirk Kozani in das Gebiet Larisas. Sie passiert dabei von Servia aus kommend die Passhöhe zwischen dem östlich gelegenen Titaros-Gebirge und dem westlich gelegenen Kamvounia-Massiv entlang des Sarandaporos-Flusses und tritt nördlich der Ortschaft Sarandaporo in den Regionalbezirk ein. Nach Abstieg aus dem Titaros-Massiv erreicht sie die Hochebene von Elassona mitsamt der gleichnamigen Stadt und führt weiter in südsüdöstliche Richtung über Tsaritsani nach Larisa. Larisa wird in südlicher Richtung verlassen, wobei die Nationalstraße 3 ihre Richtung ab Zapio nach Südsüdwesten ändert und Farsala erreicht. Von Farsala aus verschwenkt die Nationalstraße in westsüdwestlicher Richtung an der Nordflanke des Berges Narthakio vorbei nach Neo Monastiri in Fthiotida und verläuft dann nach Süden in Richtung Lamia über die westlichen Ausläufer des Othris.
- Die Nationalstraße 6 (Europastraße 92; Igoumenitsa–Ioannina–Kalambaka–Trikala–Larisa–Volos) erreicht den Regionalbezirk Larisa aus Trikala in westlicher Richtung bei Koutsero und dem Koutsero-Engpass des Pinios-Flusses im Westen, den sie auf der Strecke Trikala–Larisa begleitet. Von Koutsero führt die Nationalstraße 6 weiter in östlicher Richtung nach Larisa, durchquert die Stadt und verlässt diese in südöstlicher Richtung über Platykambos nach Stefanovikio und anschließend Volos. Sie verläuft dabei parallel zur Bahnstrecke Larisa–Volos.
- Die Nationalstraße 13 (Katerini–Elassona) führt von Katerini in Pieria nach Südwesten in Richtung Elassona im Norden des Regionalbezirks mittels eines bogenförmigen Verlaufes zwischen den Bergmassiven des Olymp im Osten und Titaros und Ori Pieria im Westen. Sie stellt in Kombination mit der Nationalstraße 3 eine alternative Route nach Katerini und Thessaloniki dar, ist aufgrund der gebirgigen Trasse und des Ausbauzustandes als Landstraße aber keine gleichwertige Straßenverbindung im Vergleich zur Autobahn 1.
- Die Nationalstraße 26 (Elassona–Deskati–Kalambaka) kommt aus westlicher Richtung (Kalambaka) zwischen Deskati und Krania Elassonas südlich des Kamvounia-Massivs. Sie endet in der Nähe von Elassona.
- Die Nationalstraße 30 (Arta–Trikala–Karditsa–Farsala–Volos) verläuft im Süden von West (Sofades, Karditsa) nach Ost (Nea Anichialos, Volos). Sie passiert dabei Farsala.